# Frederik Grifit
Frederik Grifit (engl. Frederick Griffith; 1879. – 1941) je bio britanski bakteriolog. Fokus njegovog rada je bio na epidemiologiji i patologiji bakterijske prenumonije. On je objavio januara 1928. takozvani Grifitov eksperiment, koji je prva široko prihvaćena demonstracija bakterijske transformacije u kojoj bakterija znatno menja svoj oblik i funkciju.
On je pokazao da Streptococcus pneumoniae, koja je implicarana u mnoge slučajeve lobarne pneumonije, može da se transformiše iz jedne vrste u različitu vrstu. To opažanje je pripisano jednom nedefinisanom transformišućem principu ili transformišućem faktoru. Taj faktor je kasnije identifikovan kao DNK. Njegovo otkriće je bilo jedno od prvih da ukaže na centralnu ulogu DNK u naslednosti.

## Literatura
- Chambers, Donald L. (1995). DNA: the double helix: perspective and prospective at forty years. New York, N.Y: New York Academy of Sciences. стр. 185. ISBN 978-0-89766-905-4.
- Chambers, Donald L. (1995). DNA: the double helix: perspective and prospective at forty years. New York, N.Y: New York Academy of Sciences. стр. 49. ISBN 978-0-89766-905-4.